# 松江市立東出雲中学校
松江市立東出雲中学校（まつえしりつ ひがしいずもちゅうがっこう）は、島根県松江市東出雲町揖屋にある公立中学校。

## 校区
- 校区は、出雲郷小学校、揖屋小学校、意東小学校の通学区域となっている。

## 沿革
- 1957年4月1日 - 揖屋中学校、出雲郷中学校、意東中学校の3校を名目統合し東出雲中学校となる
- 1958年4月1日 - 校舎竣工し実質統合となる
- 1958年10月3日 - 運動場整備完了
- 1958年10月10日 - 校歌制定
- 1961年6月21日 - 体育館竣工
- 1982年2月19日 - 増築校舎完成
- 1988年8月 - 第18回全日本中学校バレーボール選手権大会男子優勝
- 1990年6月 - 運動場全面改修
- 2000年10月6日 - 鳥取県西部地震により校舎･体育館が被災
- 2007年11月17日 - 統合50周年記念式典
- 2008年4月23日 - 文部科学省読書活動優秀実践校 受賞
- 2009年2月13日 - 島根県学校図書館奨励賞 受賞
- 2011年6月15日 - 新体育館完成
- 2011年8月1日 - 市町合併により松江市に移管
- 2012年1月10日 - 新校舎竣工

## 学校教育目標
- 自主性・自立性に富み、心身共に健全でたくましさと豊かな人間性を持った生徒の育成を図る。

めざす生徒像
- 自立…自ら考え進んで実行する生徒
- 友愛…友情を深め、互いに協力しあう生徒
- 勤労…働くことを尊び、ねばり強くやりぬく生徒
- 健康…明るい心と強い身体を持った生徒

## 部活動
運動部
- 男子バレーボール部
- 女子バレーボール部
- 野球部
- 男子卓球部
- 陸上競技部
- サッカー部
- 女子ソフトテニス部
- 女子バスケットボール部

文化部
- 吹奏楽部
- 美術部
- ボランティア部

社会体育
- 空手道部
- 剣道部
- 男子バスケットボール部
- 女子卓球部
- 水泳部
- 柔道部
- 新体操部

## 関係者

### 出身者
- 石倉弘士：バレーボール選手（元NECブルーロケッツ）
- 石倉一希：陸上競技選手、100m島根県記録保持者

### 教職員
- 田尻悟郎 - 英語教諭として勤務していた（現在は関西大学教授）